# Bella (Zeitschrift)
Bella ist eine wöchentlich erscheinende Frauenzeitschrift, die von der Bauer Media Group herausgegeben wird. Sitz der Redaktion ist Hamburg.

## Inhalt und Schwerpunkte
Im Mittelpunkt stehen Informationen und Beratung zu Themen wie Schönheit, Wellness, Gesundheit, Mode, Wohnen, Reise, Psychologie und Partnerschaft. Ein großer Unterhaltungsteil beinhaltet zudem Reportagen, Kurzgeschichten und Rätsel. Darüber hinaus finden sich in der Zeitschrift mehrere Rezepte.

## Leserschaft
97 Prozent der Leser sind weiblich. Der durchschnittliche Leser ist 53 Jahre alt und hat ein Haushaltsnettoeinkommen von 2.970 Euro.

## Auflagenstatistik
Im vierten Quartal 2014 lag die durchschnittliche verbreitete Auflage nach IVW bei 94.472 Exemplaren. Das sind 8.992 Exemplare pro Ausgabe weniger (−8,69 %) als im Vergleichsquartal des Vorjahres. Die Abonnentenzahl nahm innerhalb eines Jahres um 1.064 Abonnenten auf durchschnittlich 11.713 pro Ausgabe ab (−8,33 %); damit bezogen rund 12,4 % der Leser die Zeitschrift im Abo.
| Anzahl verbreiteten Ausgaben | Anzahl verbreiteten Ausgaben | Anzahl verbreiteten Ausgaben | Anzahl verbreiteten Ausgaben | Anzahl verbreiteten Ausgaben |
| ---------------------------- | ---------------------------- | ---------------------------- | ---------------------------- | ---------------------------- |
| Quartal                      |                              |                              | Auflage a                    |                              |
| IV/1998                      | IV/1998                      |                              | 512.140                      | 512.140                      |
| IV/1999                      | IV/1999                      |                              | 449.953                      | 449.953                      |
| IV/2000                      | IV/2000                      |                              | 363.320                      | 363.320                      |
| IV/2001                      | IV/2001                      |                              | 319.795                      | 319.795                      |
| IV/2002                      | IV/2002                      |                              | 287.311                      | 287.311                      |
| IV/2003                      | IV/2003                      |                              | 246.906                      | 246.906                      |
| IV/2004                      | IV/2004                      |                              | 216.876                      | 216.876                      |
| IV/2005                      | IV/2005                      |                              | 206.449                      | 206.449                      |
| IV/2006                      | IV/2006                      |                              | 191.034                      | 191.034                      |
| IV/2007                      | IV/2007                      |                              | 169.838                      | 169.838                      |
| Quelle: IVW                  |                              |                              |                              |                              |

| Anzahl der Abonnements | Anzahl der Abonnements | Anzahl der Abonnements | Anzahl der Abonnements | Anzahl der Abonnements |
| ---------------------- | ---------------------- | ---------------------- | ---------------------- | ---------------------- |
| Quartal                |                        |                        | Abos a                 |                        |
| IV/1998                | IV/1998                |                        | 61.065                 | 61.065                 |
| IV/1999                | IV/1999                |                        | 59.049                 | 59.049                 |
| IV/2000                | IV/2000                |                        | 57.622                 | 57.622                 |
| IV/2001                | IV/2001                |                        | 53.379                 | 53.379                 |
| IV/2002                | IV/2002                |                        | 49.408                 | 49.408                 |
| IV/2003                | IV/2003                |                        | 46.213                 | 46.213                 |
| IV/2004                | IV/2004                |                        | 39.793                 | 39.793                 |
| IV/2005                | IV/2005                |                        | 36.084                 | 36.084                 |
| IV/2006                | IV/2006                |                        | 33.206                 | 33.206                 |
| IV/2007                | IV/2007                |                        | 28.616                 | 28.616                 |
| Quelle: IVW            |                        |                        |                        |                        |